# Kakí Thálassa
Kakí Thálassa (en grec moderne : Κακή Θάλασσα, littéralement en français : Mauvaise Mer), est un village du  dème de Lavreotikí, Attique de l'Est en Grèce.
Selon le recensement de 2011, la population du village s'élève à 127 habitants.